# Mesembryanthemum coriarium
Mesembryanthemum coriarium är en isörtsväxtart som beskrevs av William John Burchell och Nicholas Edward Brown. Mesembryanthemum coriarium ingår i Isörtssläktet som ingår i familjen isörtsväxter. Inga underarter finns listade i Catalogue of Life.